# Rogatywka wz. 1919

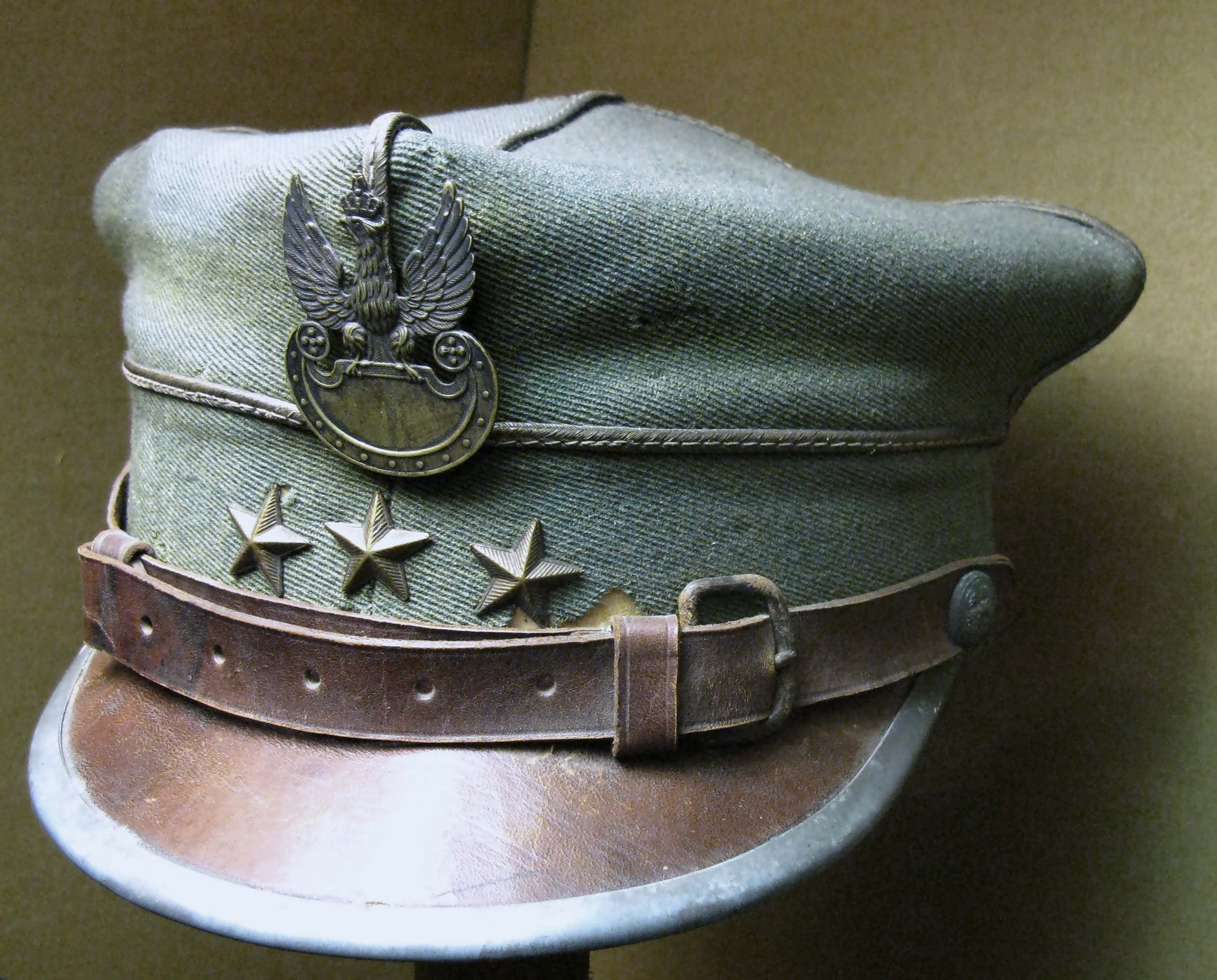
Rogatywka wzór 1919

Rogatywka wz. 1919 – nakrycie głowy żołnierzy Wojska Polskiego II RP wprowadzone Przepisem Ubiorczym Wojsk Polskich z 1919 roku.
Czapka rogata wykonana była z sukna barwy szaro-brunatno-zielonej. Otok o szerokości 6 cm był tego samego koloru. Rogatywka zeszyta była z czterech, ostro wyciętych, stykających się pośrodku dna brytów. Szerokość bryta 18—19 cm, a wysokość 5 cm.
Orzełek ciemno-oksydowany, o wysokości od dołu tarczy do szczytu korony 5 cm. Orzełek na czapce oficerskiej przypinano tak, aby dolną częścią tarczy przykrywał górny sznurek naszyty dokoła otoka. Na czapce szeregowych zaś tak, aby tarcza orzełka wypadała na środku otoka. Na tarczy amazonek widniał numer pułku lub nazwa broni.
Daszek, okuty na krawędzi blachą cynkową oksydowaną, wykonywano z żółtej skóry. Pochylony był ku przodowi. Jego szerokość w środku wynosiła 6,5 cm.
Pasek wykonany z żółtej skóry o szerokości 2 cm, zapinany
na sprzączkę oksydowaną, przytwierdzoną do dolnego brzegu otoka za pomocą dwóch małych guzików mundurowych.
Dno czapki było usztywnione, przedni i lewy róg podniesiony, prawy zaś przygięty do otoka. Sprzączka paska mocowana z prawej strony.